# Seleção Beninense de Rugby Union
A Seleção Beninense de Rugby Union é a equipe que representa Benim em competições internacionais de Rugby Union.

## Ligações Externas
- http://rugbydata.com/benin